# Aristaria conspicua
Aristaria conspicua är en fjärilsart som beskrevs av William Schaus 1906. Aristaria conspicua ingår i släktet Aristaria och familjen nattflyn. Inga underarter finns listade i Catalogue of Life.